# Gmina Zbójno
Die Gmina Zbójno ist eine Landgemeinde im Powiat Golubsko-Dobrzyński der Woiwodschaft Kujawien-Pommern in Polen. Ihr Sitz ist das gleichnamige Dorf. 

## Gliederung
Zur Landgemeinde Zbójno gehören 16 Dörfer (deutsche Namen bis 1945) mit einem Schulzenamt:
| - Adamki (1942–1945 Dahmken) - Ciepień (1942–1945 Zeppen) - Działyń - Klonowo (1942–1945 Ahorngrund) - Łukaszewo (1942–1945 Lukashof) - Obory (1942–1945 Obern) | - Podolina (1942–1945 Schwedenschlucht) - Rembiocha - Rudusk (1942–1945 Rötelsee) - Ruże - Sitno | - Wielgie (1942–1945 Wilgen) - Wojnowo (1942–1945 Kriegerfeld) - Zbójenko (1942–1945 Treuenacker) - Zbójno (1942–1945 Raudorf, Kr. Rippin) - Zosin (1942–1945 Soschen) |

Weitere Ortschaften der Gemeinde sind:
| - Ciechanówek - Frankowo - Imbirkowo - Kazimierzowo | - Kiełbzak - Laskowiec - Nowy Działyń - Przystań | - Pustki Działyńskie - Rembiesznica - Rochal |